# DAIKI (ダンサー)
DAIKI（だいき、1994年〈平成6年〉6月20日 - ）は、指定難病276番軟骨無形成症を患いながらも活躍している日本のダンサー。SOCIAL WORKEEERZ代表。アクセシビューティーマネジメント所属。

## 経歴

### 学生時代とダンサーとして
1994年（平成6年）、神奈川県横浜市に生まれる。身体が小さく、徒競走も同級生に比べて遅かったのは努力不足と思い込んでいたが、小学4年生のとき、ネットで「小さい」「足が遅い」と検索すると軟骨細胞の異常で骨が伸びにくくなる軟骨無形成症ではないかと疑うようになった。「できないことが多いのは運動が下手なだけだと受け止めていたのが、努力してもどうしようもないことに変わった瞬間」であってショックを受け、「どうして自分だけが」と混乱したという。そこからは、机をひっくり返したり教科書を破いたり、不良とつるむようになったり荒れる時期が続いた。
こうした荒れた時期は中学に至っても続くが、その中学で不良仲間が廊下で踊る姿にかっこよさを感じた。習おうと決心するもダンス教室からは入会を拒否され、主治医からも体への負担を懸念されて止められた。しかし、「ダンスは自由、自分らしくいられる」と思い独学で学び続けた。中学2年生のとき、米国映画でクランプダンスを知り、その感情表現に共感を覚えたという。また中学時代に担任であった教師に憧れ、教師になることを夢見た。中学3年生では平仮名を間違えるほどの学力であったが勉強を一からやり直し、なんとか高校に合格することができた。高校時代には、文化祭でダンスを披露した。病気の子が踊って大丈夫か、という心配の目からダンスをする一生徒と視線が変わったことを実感したという。
大学は和光大学に進学した。寮があって通学しやすかったこと、奨学金が利用できることに惹かれて三度オープンキャンパスに訪れ、入学を決意したという。大学では踊りを基本から教わり、コンテンポラリー・ダンスにも挑戦した。また教員になる夢を叶えるべく課程を履修し、手本を見せられない時は生徒に任せるなど工夫を凝らした授業構成を行い、日本人初の低身長症当事者として保健体育の教員免許を取得した。公立中学での臨時教員の内定をもらったが、卒業式の10日前に取り消されてしまった。2016年（平成28年）3月、現代人間学部 身体環境共生学科卒業。頭が真っ白になり、何も考えられなくなったとき、ダンスの先生より「踊り続けなさい」と言われ、これを信じてダンスを継続。アルバイトをしながらダンスイベントに参加していると、障碍の有無にかかわらずダンスを通じてつながりをつくろうとする団体「SOCIAL WORKEEERZ」のチームに参加しないかと声を掛けられ、2019年（平成31年/令和元年）に参加した。同年には、ASIAN DANCE SPORTS GAMS 2019のアジア大会パラストリート部門で優勝を果たした。2022年（令和4年）、SOCIAL WORKEEERZの代表を引き継いだ。

### 大河ドラマで役者デビュー
2023年（令和5年）春、障碍者専門の芸能事務所であるアクセシビューティーマネジメントに所属した。オーディションを受けると、明るく積極的な雰囲気が役どころに合っていたことやスキルの保持を実感した制作統括の内田ゆきの目に留まり、翌2024年（令和6年）放送開始の大河ドラマ『光る君へ』に於いてユースケ・サンタマリア演じる安倍晴明の従者である須麻流（すまる）として出演することが決まった。障碍を持つ人物が俳優に挑戦するという点は大河ドラマ史上初の試みであり、できることとできないこと、助けが必要なことがあるという点を丁寧に伝えながら撮影に臨んだ。たとえば、胡坐がかけないため、その旨を伝えると、別の座り方を提案され、その結果片膝を立てる座り方になった。撮影はおよそ一年間かけられ、撮影終了後、俳優を続けたい旨を伝えるとユースケから「また再会できたらいいね」と言葉を掛けられたという。

## 出演

### テレビドラマ
- 大河ドラマ 光る君へ 第1回 - 第32回（2024年1月7日 - 8月25日、NHK） - 須麻流 役[+ 4]

### バラエティ番組
- 『土スタ』「ユースケ・サンタマリア」（2024年8月24日、NHK） - VTR出演

### ラジオ番組
- 『～DAIKIのInclusive Monday!～『教科書では学べないこと』』（ミュージックバード、毎週月曜日19時 - 20時55分） - パーソナリティ出演

### CM
- LIFULL「しなきゃ、なんてない。2021年」篇（2021年5月26日 - ）[+ 5]
- かんぽ生命保険

### ウェブ新聞出典
1. 1 2 3 4 5 6 7 8 9 10 11 12 13 14  古郡天「〈STOP自殺 ＃しんどい君へ３〉もがく時間、無駄じゃない」『読売新聞』2024年8月24日。オリジナルの2024年8月26日時点におけるアーカイブ。
2. 1 2 3 4 5 6 7 8 9 10 11  油原聡子「大河「光る君へ」128センチの従者「須麻流」役のDAIKI「身長はブランド」」『産経新聞』2024年8月26日。オリジナルの2024年8月26日時点におけるアーカイブ。
3. 1 2  「『光る君へ』晴明の従者・須麻流 DAIKI「最後の最後、本当に泣いちゃいました」【君かたり】」『ORICON NEWS』2024年8月25日。オリジナルの2024年8月26日時点におけるアーカイブ。
4. ↑  “「光る君へ」晴明の従者・須麻流って何者？大河初出演のダンサー・DAIKIが解釈語る”. シネマトゥデイ.  シネマトゥデイ (2024年6月30日). 2024年9月6日閲覧。
5. ↑  “LIFULL、童謡「オバケなんてないさ」の替え歌を用いた新CMを公開-「しなきゃ、なんてない。2021年」篇 5月26日（水）放送開始 -”. LIFULL 公式サイト (LIFULL). (2021年5月26日) 2024年9月6日閲覧。

### ウェブサイト出典
1. ↑  “DAIKI｜アクセシビューティーマネジメント｜障がい者専門芸能事務所”. アクセシビューティーマネジメント. 2024年8月27日時点のオリジナルよりアーカイブ。2024年8月27日閲覧。
2. 1 2 3  “〈UNIQUEを生きる（卒業生インタビュー）〉DAIKIさん”. 和光大学. 2024年7月20日時点のオリジナルよりアーカイブ。2024年8月27日閲覧。
3. 1 2  “メンバー”. SOCIAL WORKEEERZ オフィシャルサイト. 2024年8月26日時点のオリジナルよりアーカイブ。2024年8月26日閲覧。
4. ↑  “代表挨拶”. SOCIAL WORKEEERZ オフィシャルサイト. 2024年8月26日時点のオリジナルよりアーカイブ。2024年8月26日閲覧。